# 安倍謙一
安倍 謙一（あべ けんいち、1909年7月26日 - 1990年8月14日）は、日本の経営者。東京都出身。

## 経歴
1935年に大阪商科大学を卒業し、同年に安田銀行(のちの富士銀行)に入社。1962年11月に取締役に就任し、1963年6月には日本酸素常務、1968年12月に専務を経て、1974年12月に社長に就任。1978年2月に取締役相談役を経て、1980年9月には相談役に就任。
1990年8月14日脳梗塞のために死去。81歳没。